# Acanthomyops latipes
Acanthomyops latipes é uma espécie de formiga da família Formicidae. É endémica da América do Norte.